# Hongqiao (sockenhuvudort i Kina, Jiangxi Sheng, lat 28,25, long 117,68)
Hongqiao (kinesiska: 虹桥) är en sockenhuvudort i Kina. Den ligger i provinsen Jiangxi, i den sydöstra delen av landet, omkring 180 kilometer öster om provinshuvudstaden Nanchang. Antalet invånare är 17 269. Befolkningen består av 8 128 kvinnor och 9 141 män. Barn under 15 år utgör 24,0 %, vuxna 15-64 år 69 %, och äldre över 65 år 6,0 %.
Runt Hongqiao är det ganska tätbefolkat, med 192 invånare per kvadratkilometer. Närmaste större samhälle är Hekou, 8,4 km norr om Hongqiao. I omgivningarna runt Hongqiao växer i huvudsak blandskog.
Genomsnittlig årsnederbörd är 2 755 millimeter. Den regnigaste månaden är juni, med i genomsnitt 477 mm nederbörd, och den torraste är oktober, med 35 mm nederbörd.